# Toney Mountain
Toney Mountain est un volcan bouclier allongé de 60 km de long et s'élevant à 3 595 m au pic Richmond. C'est l'un des nombreux volcans de la terre Marie Byrd, en Antarctique occidental. Comme la montagne est entourée par l'inlandsis Ouest-Antarctique, sa proéminence n'est que de 1 946 m.

## Géologie
Cette montagne volcanique allongée s'élève sur un plateau de lave basaltique. La caldeira sommitale de 3 km de large est étirée dans la direction est-ouest, une orientation commune aux caldeiras d'autres volcans de la terre Marie Byrd qui révèle le stress tectonique régional.
Les pentes du volcan présentent des évents parasites et des cirques glaciaires, et sont beaucoup plus raides au nord du volcan qu'au sud de celui-ci. La majeure partie de la montagne est recouverte de glace et son secteur oriental semble être un cratère. Le fait que la montagne soit principalement recouverte de glace rend difficile la détermination de sa composition, l'origine de la forme allongée du volcan et la relation volcanologique entre les cônes de scories parasites et l'amas volcanique principal dont le volume est estimé à 2 800 km3 .
La montagne est composée de plusieurs cônes (Ellis, Downs), pics (Richmond, Boeger, Davey, Boudder, Zurn) et autres protubérances.
Le plateau et les cônes parasites sont formés d'hawaiite et les quelques affleurements du volcan principal de trachy-andésite et de comendite (en). Ils contiennent des phénocristaux d'olivine, de plagioclase, de pyroxène et de titanaugite pour le plateau et de clinopyroxène, de feldspath et d'olivine pour les cônes.

## Histoire

### Histoire éruptive
Une datation à 9,1 millions d'années a été obtenue sur une coulée de lave basaltique sous le volcan, et on en a déduit que le plateau basal s'est formé il y a 10,1 à 9,1 millions d'années. La montagne est plus jeune, avec des roches âgées de 1 million d'années dans ses parties inférieures à 500 000 ans au-dessus.
Des éruptions peuvent également avoir eu lieu à Toney Mountain pendant l'Holocène, comme l'indiquent les couches de cendres datées de 30 000 ans dans les carottes de glace prélevées par les scientifiques de la station Byrd, bien que le mont Takahé et le mont Waesche soient également candidats. Au cours de cette période, un certain nombre d'éruptions volcaniques se sont produites en Antarctique, enregistrées par des couches de cendres dans la glace, ce qui coïncide avec la période la plus froide de la glaciation du Wisconsin et il est possible que les effets des nuages de cendres des éruptions antarctiques aient provoqué cette période de températures mondiales froides. D'autre part, il est également possible que la croissance des calottes glaciaires pendant cette période ait comprimé les chambres magmatiques et ainsi déclenché des éruptions explosives.

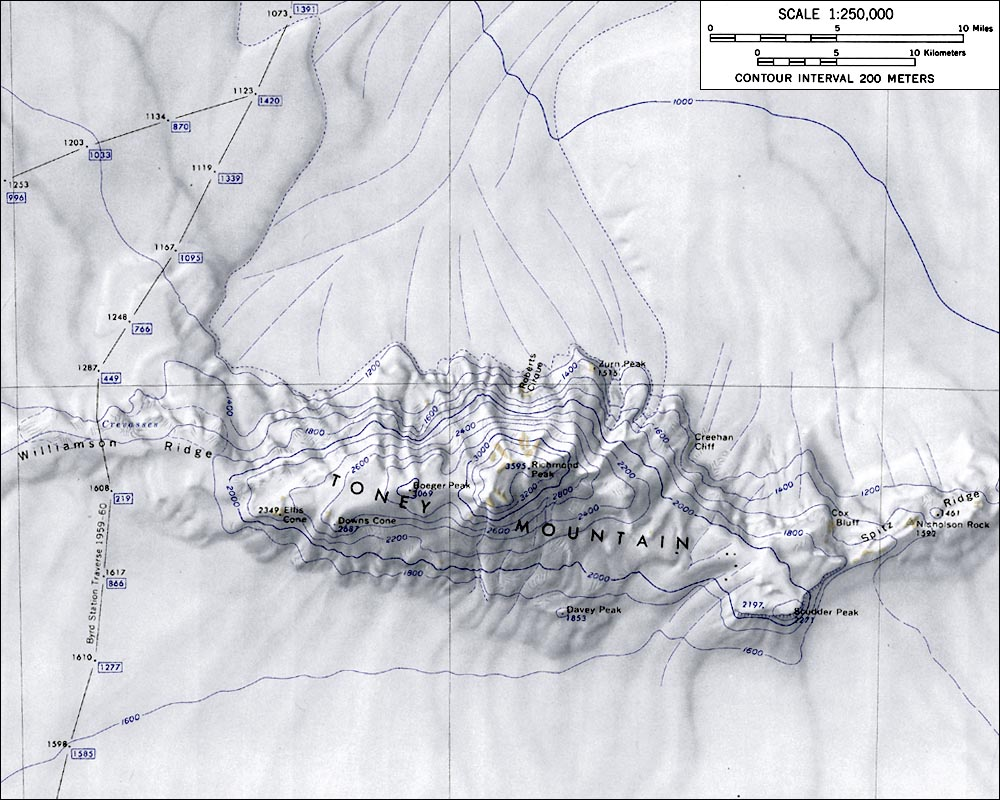
Carte topographique de Toney Mountain (échelle 1:250000).

La montagne se trouve dans la terre Marie Byrd, une région tectonique et volcanique active de l'Antarctique où une couche de roches basaltiques atteignant 5 km d'épaisseur sous-tend une série d'édifices volcaniques felsiques. Ces roches basaltiques sont à leur tour mises en place au-dessus d'un socle du Paléozoïque avec des intrusions granitiques du Dévonien-Crétacé, qui affleurent dans certaines chaînes de montagnes.
Sous Toney Mountain, le sol basaltique se trouve à 3 km sous le niveau de la mer et le volcan est situé au fond d'un graben. La région est en outre caractérisée par un grand soulèvement en forme de dôme de 500 × 1 200 km, faisant partie du système de rift antarctique occidental et le volcan pourrait révéler la présence d'un point chaud stationnaire.

### Découverte
Toney Mountain faisait probablement partie des montagnes vues de loin par l'amiral Byrd et d'autres explorateurs de l'United States Antarctic Service Expedition (en) lors de vols en hydravion depuis le USS Bear en février 1940.
Elle a été cartographiée en décembre 1957 par l'équipe réalisant une traversée entre la station Byrd et le massif Sentinel (1957–1958), dirigée par C.R. Bentley qui a proposé le nom.
Toney Mountain a été nommée en l'honneur de George R. Toney, chef scientifique à la station Byrd en 1957 qui a participé à plusieurs opérations antarctiques et arctiques, servant à la fois sur le terrain et dans des tâches administratives.